# Lier
Lier és una ciutat de la província d'Anvers, a Bèlgica. Comprèn les seccions de Lier i Koningshooikt. El club de futbol de la ciutat és el Lierse S.K.. Limita al nord-oest amb Boechout i Vremde, al nord amb Ranst, al nord-oest amb Nijlen, a l'oest amb Lint, a l'est amb Berlaar, al sud-oest amb Duffel i Sint-Katelijne-Waver, al sud amb Onze-Lieve-Vrouw-Waver i al sud-est amb Putte i Heist-op-den-Berg.

## Fills il·lustres
- Renaat Veremans (1894-1969)

## Evolució demogràfica
- Font: NIS -
- 1977: annexió de Koningshooikt.